# 안윤상의 선곡! 진검승부
안윤상의 선곡! 진검승부는 SBS 러브FM에서 매주 일요일 오전 11시부터 낮 12시까지 방송되었던 라디오 프로그램이다. 진행자는 개그맨 안윤상이다. 2020년 3월 29일 자로 2년 만에 폐지되었다.

## 청취 가능 지역
이 프로그램은 수도권에서만 라디오를 통해 청취가 가능했으며, 다른 지역에서는 SBS 홈페이지의 러브FM 실시간 듣기 또는 인터넷 라디오 고릴라를 통해서만 청취가 가능했다.

## 당시 지역 민방 프로그램
| 프로그램              | 지역                 | 방송국 | 진행자 |
| --------------------- | -------------------- | ------ | ------ |
| 러브포텐 박민설입니다 | 부산광역시, 경상남도 | KNN    | 박민설 |